# Confinamiento por la pandemia de COVID-19 en Filipinas
Las cuarentenas comunitarias en Filipinas para combatir la pandemia de COVID-19 son una serie de restricciones de libertades y medidas de aislamiento sanitario de la población, parte de una política de salud pública con el fin de controlar la expansión del virus SARS-CoV-2, causante de la enfermedad del COVID-19. La medida empezó a ser utilizada el 15 de marzo de 2020 cuando el presidente de Filipinas, Rodrigo Duterte, anunció una cuarentena parcial (denominada como cuarentena comunitaria) en Gran Manila.

## Antecedentes
El representante del segundo distrito de Albay, Joey Salceda, propuso hacer un confinamiento en la Región de la Capital Nacional para evitar que la enfermedad se contagiara por todo el país. Específicamente un cierre de las autopistas, del transporte público que accede a la región, además de la suspensión de clases y trabajo. El presidente filipino, Duterte, inicialmente rechazó la propuesta alegando que «obstaculizaría el flujo de productos básicos». Sin embargo, el secretario de Salud de Filipinas, Francisco Duque, planteó la posibilidad de hacer un confinamiento en ciertas ciudades o pueblos si se informaban casos de transmisiones comunitarias, pero no en toda la región. El 12 de marzo, Duterte anunció un confinamiento parcial en Gran Manila, que comenzaba el 15 de marzo.
En un momento durante el anuncio de Duterte sobre la «cuarentena comunitaria» de Gran Manila, dijo que «tienen miedo de llamarlo un encierro, pero es un encierro». La declaración dejó una confusión en la población. Su secretario de gabinete, Karlo Nograles, aclaro que el término adecuado es «cuarentena comunitaria» y el comentario del presidente significa que el evento «es como un confinamiento».  Nograles también dijo que el término «confinamiento» puede llevar a diferentes interpretaciones, mientras que «cuarentena comunitaria» es un término técnico que las autoridades médicas pueden dar significado, lo que ayuda a no crear temor en la población.
Cuando se aplicó la «cuarentena comunitaria» a Luzón, el portavoz presidencial Salvador Panelo, dijo que la cuarentena comunitaria mejorada (ECQ) en todo Luzón es equivalente a un «confinamiento total o absoluto». El secretario Eduardo Año del Departamento del Interior y Gobierno Local (DILG) también dijo que la «cuarentena comunitaria mejorada» debe considerarse como un «confinamiento total».
El gobierno de Duterte otorgó a las unidades del gobierno local bajo cuarentena comunitaria mejorada en Bisayas y Mindanao y a las oficinas de campo relevantes del Departamento de Salud el poder de levantar o extender el período de bloqueo en su jurisdicción.
El 24 de abril de 2020, se informó que las unidades del gobierno local ya no podían imponer medidas de cuarentena sin el consentimiento del «Grupo de Trabajo Interinstitucional sobre Enfermedades Infecciosas Emergentes de Filipinas». Duterte emitió una Orden Ejecutiva, extendiendo la cuarentena comunitaria mejorada en localidades seleccionadas e imponiendo una cuarentena comunitaria general en el resto del país, también anulando las medidas de cuarentena existentes por parte de las unidades del gobierno local.

## Clasificación

### Cuarentena comunitaria mejorada (ECQ)

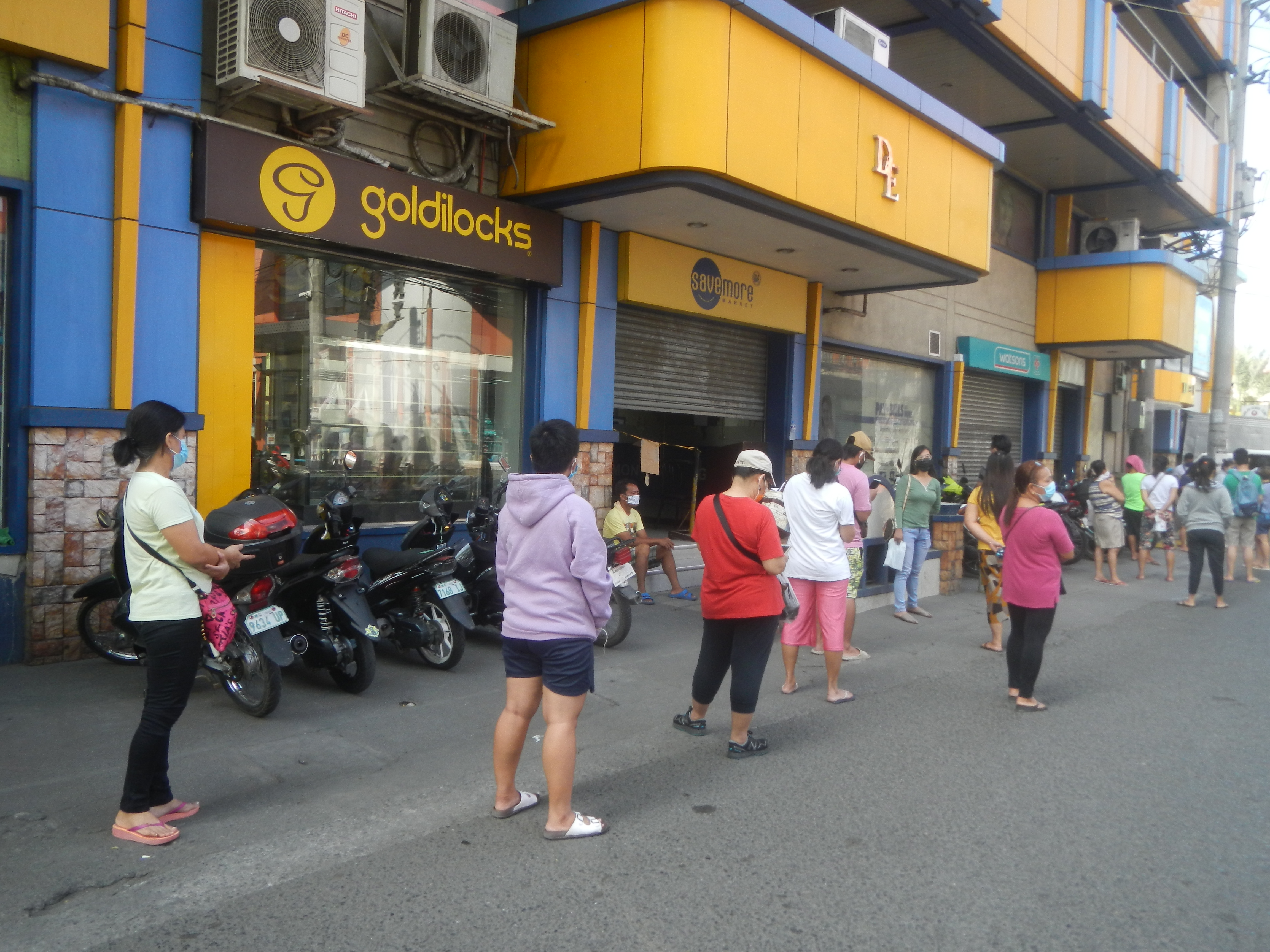
Compradores hacen fila en un supermercado de Bulacán mientras tienen un distanciamiento físico.

Las localidades bajo una cuarentena comunitaria mejorada (ECQ) reciben la orden de quedarse en casa, con sus residentes restringidos de viajar a otras ciudades. Los gobiernos de los barangay pueden emitir pases de cuarentena que permiten a los residentes comprar productos esenciales fuera del horario de toque de queda y dentro de la jurisdicción de los barangays emisores.

### Cuarentena comunitaria general (GCQ)
La cuarentena comunitaria general (GCQ) es menos estricta que la ECQ. El transporte público está permitido a una capacidad reducida y las empresas seleccionadas pueden operar entre el 50 y el 100 por ciento de su capacidad regular, dependiendo de su industria. Los centros comerciales también pueden operar, aunque solo se permite la apertura de puestos y tiendas seleccionados.

### Cuarentena comunitaria general modificada (MGCQ)
La cuarentena comunitaria general modificada (MGCQ) es menos estricta que la GCQ. Se permiten reuniones masivas siempre que el lugar este a un 50% de su capacidad, se reanuda el trabajo presencial en todas las oficinas públicas y privadas. Las escuelas pueden elegir si hacer clases presenciales, mixto o educación a distancia.